# 朝鮮民主主義人民共和国における人権に関する国連調査委員会の報告書
朝鮮民主主義人民共和国における人権に関する国連調査委員会の報告書（英:Report of the Commission of Inquiry on Human Rights in the Democratic People's Republic of Korea）とは、国際連合人権理事会が2013年に決議し、「朝鮮民主主義人民共和国における人権に関する調査委員会」が調査を行った朝鮮民主主義人民共和国（以下、北朝鮮）での人権問題に関する調査の報告である。

## 概要
調査委員会は、北朝鮮政府が国家権力で決定した方針により、広範囲に及ぶ「人道に対する罪」が行われた事を断定している。
拷問や人道に反した扱い、差別、表現の自由の侵害、生命に対する権利の侵害、移動の自由の侵害、「食糧への権利」に関するものが報告されている。尚、同報告書では国際刑事裁判所への付託も視野に入れており、北朝鮮の人権侵害に対する国際社会の緊急行動を求めるものでもある。
こうした報告を受け、国際連合総会は北朝鮮政府による深刻な人権侵害を非難し、国際連合安全保障理事会に国際刑事裁判所にその状況を指摘するよう促した。また、2014年に国際連合人権理事会で決議69/188が採択されている。その結果、北朝鮮の人権問題に取り組む安全保障理事会が招集されたが、中華人民共和国を含めた6ヶ国が「報告書が事実に一致しない」と反対し、決議案は採択されなかった
北朝鮮政府は「社会主義体制の妨害を狙った政治的策略の手段」だと非難し、「われわれは『人権保護』の名の下での体制転換へのいかなる試みにも圧力にも引き続き断固とした対応を取る」と対抗する意向を表明している。

## 歴史
国際連合総会と人権理事会は2003年以降、北朝鮮政府による重大な人権侵害に対する懸念を表明する決議を繰り返している。
尚、2004年より毎年、国際連合人権委員会（人権理事会の前身組織）の特別報告者が人権状況について報告していたが、北朝鮮政府はこの業務に協力しなかった。更に、北朝鮮政府は2009年の人権理事会の報告に関する勧告について、受け入れない意向を示した。これらに対し、同委員会の特別報告者と委員長は重大な違反であるとして告発した。